# 伊恩德里
伊恩德里（Indri），是印度哈里亚纳邦Karnal县的一个城镇。总人口14515（2001年）。

## 人口
该地2001年总人口14515人，其中男性7746人，女性6769人；0—6岁人口2240人，其中男1290人，女950人；识字率63.50%，其中男性为68.46%，女性为57.82%。